# ناروهیتو
ناروهیتو (به ژاپنی: 徳仁) (انگلیسی: Naruhito؛ زادهٔ ۲۳ فوریه ۱۹۶۰)، امپراتور کنونی ژاپن و بزرگترین پسر امپراتور پیشین آکی‌هیتو است. او ۱۲۶امین امپراتور ژاپن محسوب می‌شود. با آغاز امپراتوری ناروهیتو نام عصر جدید به «ریوا» تغییر کرد

## جانشین
امپراتور ناروهیتو امپراتور کنونی ژاپن دارای یک فرزند دختر است. بر اساس قانون اساسی ژاپن اگر امپراتوری فاقد پسر باشد برادر کوچک وی ولیعهد محسوب می‌شود؛ ولیعهد و جانشین کنونی ژاپن شاهزاده آکی‌شینو برادر کوچک امپراتور ناروهیتو می‌باشد.